# Apterona nylanderi
Apterona nylanderi är en fjärilsart som beskrevs av Eugen Wehrli 1927. Apterona nylanderi ingår i släktet Apterona och familjen säckspinnare. Inga underarter finns listade i Catalogue of Life.